# Sereno Freato
Sereno Freato (Camisano Vicentino, 24 gennaio 1928 – Vicenza, 18 marzo 2013) è stato un politico italiano.

## Biografia
Negli anni settanta fu a capo della segreteria di Aldo Moro. Secondo il quotidiano la Repubblica in virtù di questo ruolo avrebbe suggerito provvedimenti legislativi di incentivazione economica per le imprese della provincia di Vicenza.
Nel 1980 Giorgio Pisanò sul Candido iniziò una campagna giornalistica basata sull'accusa che Sereno Freato era rimasto proprietario della fattoria La Meridiana nelle campagne senesi che amministrava per conto di Aldo Moro. Poco dopo ci fu un coinvolgimento di Freato nello Scandalo dei petroli con asseriti conti in Svizzera di importi miliardari, Freato fu arrestato e subì 15 mesi di detenzione preventiva, ma fu assolto in tutti i gradi di giudizio.
È morto il 18 marzo 2013 all'ospedale San Bortolo di Vicenza, dove era ricoverato da qualche giorno, all'età di 85 anni.